# Stazione di Darío Santillán e Maximiliano Kosteki
La stazione di Darío Santillán e Maximiliano Kosteki (Estación Darío Santillán y Maximiliano Kosteki in spagnolo) è una stazione ferroviaria della linea Roca situata al confine tra le città di Avellaneda e Piñeyro, nell'area metropolitana bonaerense.

## Storia
La stazione fu aperta al traffico il 23 giugno 1866 con il nome di KM 3. Pochi mesi dopo fu ribattezzata Barracas al Sud, nome mantenne sino al 1904 quando assunse quello di Avellaneda. Nel 1984, durante i lavori di elettrificazione della linea, il fabbricato viaggiatori originario fu demolito.
Nel 2002, durante una manifestazione politica, la polizia sparò sulla folla nella sala d'ingresso della stazione uccidendo i manifestanti Darío Santillán e Maximiliano Kosteki.
Con la legge 26.900 del 3 dicembre 2013 la stazione di Avellaneda fu ribattezzata con la denominazione attuale.